# 亚马孙大区
亚马孙大区是秘鲁北部的一个行政区，首府查查波亚斯。亚马孙大区西接卡哈马卡大区，南邻拉利伯塔德大区，东接洛雷托大区和圣马丁大区，北面和西面与厄瓜多尔接壤。
亚马孙区大部分面积被热带雨林覆盖（72.93%）。